# Heumen (gemeente)
Heumen (uitspraakⓘ) is een Nederlandse gemeente in de provincie Gelderland. De gemeente telt 16.839 inwoners (1 januari 2024, bron: CBS) en heeft een oppervlakte van 41,50 km² (waarvan 1,59 km² water). De gemeente Heumen maakt deel uit van de Groene Metropoolregio Arnhem-Nijmegen, tot 2015 Stadsregio Arnhem Nijmegen. Op 1 juli 1980 werd de gemeente uitgebreid door de annexatie van de gemeente Overasselt.
De Maas vormt de grens van Heumen met Noord-Brabant. Molenhoek ligt op de grens met Limburg.

## Kernen

### Officiële kernen
| Woonplaats (BAG) | Inwoners 2023 |
| ---------------- | ------------- |
| Malden           | 11.235        |
| Overasselt       | 2.815         |
| Heumen           | 1.935         |
| Nederasselt      | 850           |

Verder valt er een klein deel van het dorp Molenhoek binnen de gemeentegrenzen. De rest van het dorp ligt in de gemeente Mook en Middelaar, provincie Limburg en het is daarmee met Bareveld een van de twee Nederlandse dorpen die in twee verschillende provincies liggen.

### Buurtschappen
Blankenberg, De Schatkuil, Heide, buurtschap Molenhoek, Schoonenburg, Sleeburg, Valenberg, Vogelzang, Vosseneind en Worsum.

### Topografie
Topografische gemeentekaart van Heumen, september 2022

## Gemeenteraad
De gemeenteraad van Heumen bestaat uit 17 zetels. Hieronder de behaalde zetels per partij bij de gemeenteraadsverkiezingen sinds 1998:
| Partij                     | 1998 | 2002 | 2006 | 2010 | 2014 | 2018 | 2022 |
| -------------------------- | ---- | ---- | ---- | ---- | ---- | ---- | ---- |
| Democraten Gemeente Heumen | 4    | 4    | 2    | 4    | 7    | 5    | 6    |
| GroenLinks                 | -    | -    | -    | -    | -    | 3    | 2    |
| VVD                        | 3    | 3    | 3    | 3    | 2    | 3    | 2    |
| CDA                        | 4    | 4    | 3    | 3    | 3    | 3    | 2    |
| PvdA                       | -    | -    | -    | -    | -    | 1    | 2    |
| Democraten 66              | -    | -    | -    | -    | -    | 2    | 2    |
| De Kiezersclub             | -    | -    | -    | -    | -    | -    | 1    |
| PvdA-GroenLinks            | 5    | 5    | 7    | 5    | 5    | -    | -    |
| Samen Verder               | –    | –    | 2    | 2    | –    | -    |      |
| Thonen                     | –    | 1    | –    | –    | –    | -    | -    |
| Overigen                   | 1    | –    | –    | –    | –    | -    | -    |
| Totaal                     | 17   | 17   | 17   | 17   | 17   | 17   | 17   |

### College van burgemeesters en wethouders

#### 2022-2026
Het College van burgemeester en wethouders voor de periode 2022-2026 wordt gevormd door een coalitie van Democraten Gemeente Heumen, GroenLinks en de VVD. Zij hebben een meerderheid van 10 van de 17 zetels na de verkiezingen van 2022.
Naast burgemeester Joerie Minses bestaat het college uit de volgende vier wethouders:
- Vincent Arts (Democraten Gemeente Heumen)
- Pepijn Baneke (GroenLinks)
- Rob Engels (VVD)
- Wim Wink (Democraten Gemeente Heumen)

#### 2020-2022
Het college bestond vanaf 25 juni tot en met de verkiezingen van 2022 uit een coalitie van VVD, CDA, D66 en de PvdA. Deze coalitie had de kleinst mogelijke meerderheid van 9 zetels.

#### 2018-2020
Na de verkiezingen van 2018 werd er een coalitie gevormd door VVD, GroenLinks, CDA en D66, die een meerderheid van 11 van de 17 zetels had. Op 20 februari 2020 diende de fractievoorzitter van de VVD een motie van wantrouwen in tegen de wethouder van GroenLinks die met 13-4 werd aangenomen. Een motie van wantrouwen tegen de wethouder van het CDA werd met 0-17 verworpen. Hierna bleek dat het college was gevallen en gingen VVD, CDA en D66 op zoek naar een nieuwe partner om tot een meerderheid te komen.

#### 2014-2018
In deze periode werd het college gevormd door DGH (2 wethouders) en PvdA-GroenLinks (1 wethouder).

## Dorpsdichters
| Ambtsperiode                      | Naam dorpsdichter | Bijzonderheden                      |
| 10 januari 2017 - 27 januari 2021 | Marjolein Pieks   | Eerste dorpsdichter gemeente Heumen |
| 27 januari 2021 - heden           | Thijs Kersten     | [ 5 ]                               |

## Aangrenzende gemeenten
| Aangrenzende gemeenten | Aangrenzende gemeenten | Aangrenzende gemeenten | Aangrenzende gemeenten | Aangrenzende gemeenten |
| ---------------------- | ---------------------- | ---------------------- | ---------------------- | ---------------------- |
| Wijchen                |                        | Nijmegen               |                        |                        |
|                        |                        |                        |                        |                        |
|                        | Berg en Dal            |                        |                        |                        |
|                        |                        |                        |                        |                        |
|                        |                        | Land van Cuijk (NB)    |                        | Mook en Middelaar (L)  |

## Monumenten
In de gemeente zijn er een aantal rijksmonumenten, gemeentelijke monumenten en oorlogsmonumenten, zie:
- Lijst van rijksmonumenten in Heumen (plaats)
- Lijst van rijksmonumenten in Heumen (gemeente)
- Lijst van oorlogsmonumenten in Heumen
- Lijst van gemeentelijke monumenten in Heumen
- Lijst van beelden in Heumen

## Stedenbanden
Heumen had tot in 2011 stedenbanden met het Hongaarse Csorna en het Poolse Polkowice. Daarna knoopte men banden aan met Srebrenica maar stopte daar eind 2013 mee.